# Albi di Dragonero Magazine
Dragonero Magazine è una serie a fumetti creata da Stefano Vietti e Luca Enoch, per la Sergio Bonelli Editore. Si tratta di uno spin off della serie Dragonero.
Caratteristica di questi Magazine è il contenere non solo storie relative alla serie di Dragonero, ma anche articoli di approfondimento sul genere fantasy nelle diverse forme e media con cui è proposto (libri, cinema, fumetti) e storie a fumetti autonome legate sempre al tema dell'albo.
Le copertine sono realizzate da Gianluca Pagliarani per i colori di Paolo Francescutto. La storia Oltre i confine dell'Erondàr contenuta nel primo Magazine è stata ristampata per il mercato librario nel Marzo 2018.
| Nr. | Anno | Titolo                       | Soggetto e sceneggiatura | Disegni                | Colori                |
| --- | ---- | ---------------------------- | ------------------------ | ---------------------- | --------------------- |
| 1   | 2015 | Oltre i confini dell'Erondàr | Stefano Vietti           | Gianluca Gugliotta     | Ketty Formaggio       |
| 1   | 2015 | Oltre i confini dell'Erondàr | Stefano Vietti           | Manolo Morrone         | Paolo Francescutto    |
| 1   | 2015 | Oltre i confini dell'Erondàr | Stefano Vietti           | Fabio Babich           | Francesca Vivaldi     |
| 1   | 2015 | Oltre i confini dell'Erondàr | Stefano Vietti           | Fabrizio Galliccia     | Piki Hamilton         |
| 1   | 2015 | Oltre i confini dell'Erondàr | Stefano Vietti           | Emanuele Gizzi         | Simone Garizio        |
| 1   | 2015 | L'occhio senza palpebre      | Alfredo Castelli         | Roberto Disio          | GFB Comics            |
| 2   | 2016 | Il Palio delle Tre Contrade  | Stefano Vietti           | Antonio Sarchione      | Ketty Formaggio       |
| 2   | 2016 | La cottura dello Smardjass   | Luca Enoch               | Cristiano Cucina       | Ketty Formaggio       |
| 2   | 2016 | Finale di torneo             | Luca Enoch               | Riccardo Latina        | Alessia Nocera        |
| 2   | 2016 | L'ombra e il baleno          | Antonio Serra            | Giancarlo Alessandrini | GFB Comics            |
| 3   | 2017 | Ritorno a casa               | Stefano Vietti           | Alex Massacci          | Alessia Nocera        |
| 3   | 2017 | La ragazza rapita            | Stefano Vietti           | Cristiano Cucina       | Ketty Formaggio       |
| 3   | 2017 | La spada del buio            | Stefano Vietti           | Fabrizio Galliccia     | Piki Hamilton         |
| 4   | 2018 | Tre tipi tosti               | Luca Enoch               | Giancarlo Olivares     | Paolo Francescutto    |
| 4   | 2018 | Il ladro di Lashure          | Stefano Vietti           | Cristiano Cucina       | Ketty Formaggio       |
| 4   | 2018 | Un ingaggio pericoloso       | Stefano Vietti           | Francesco Rizzato      | Paolo Francescutto    |
| 5   | 2019 | Il monaco mago               | Luca Enoch               | Cristiano Cucina       | Valentina Bianconi    |
| 5   | 2019 | Il potere dell'occulto       | Stefano Vietti           | Alex Massacci          | Martina Saviane       |
| 5   | 2019 | Il potere dell'occulto       | Stefano Vietti           | Fabio Babich           | Paolo Francescutto    |
| 5   | 2019 | Il potere dell'occulto       | Stefano Vietti           | Fabrizio Galliccia     | Piki Hamilton         |
| 6   | 2020 | Il consiglio dei reggenti    | Luca Enoch               | Luca Bonessi           | Andres Mossa          |
| 6   | 2020 | Ghiaccio e fuoco             | Luca Enoch               | Vincenzo Riccardi      | Alessandro Baccaglini |
| 6   | 2020 | Sfida sull’isola!            | Luca Enoch               | Cristiano Cucina       | Martina Saviane       |

## Oltre i confini dell'Erondàr
Ian si trova in una missione sotto copertura: sotto le mentite spoglie di emissario del clan degli orchi della Mezza-foresta deve raggiungere la base segreta degli alchimisti produttori di Fango pirico per permettere all'Impero di impadronirsene. Il percorso per raggiungerla gli viene rivelato di volta in volta da contatti diversi. Incontrato il suo primo contatto in una locanda presso il passo Resya nel Margondàr centrale, Ian viene braccato da un gruppo di inseguitori che riesce a distanziare anche grazie al supporto di Gmor e Myrva e a raggiungere la foresta del Suprendàr che divide il Margondàr dalle terre desertiche del Vhacondàr.
Guidato dalla gemma che il suo contatto alla locanda gli ha dato, Ian fa perdere le sue tracce agli inseguitori che rimasti in due decidono di richiamare uno stregone loro superiore che decide di proseguire lungo il fiume mentre due creature mostruose da lui evocate danno la caccia allo Scout via terra. Ian viene raggiunto da una donna che in cambio della gemma gli indica la strada che gli permetterà di raggiungere il villaggio di Nassa dove un sensitivo lo aspetta. Prima di raggiungere il villaggio Ian è però assalito dalle creature dello stregone di cui riesce ad avere ragione dopo uno scontro acceso, attingendo ai suoi poteri.
Giunto a Nassa Ian viene introdotto dal sensitivo a Ugbhar, capitano di una piccola nave. Dopo aver navigato lungo il fiume per un po', la nave si immette nei torrenti sotterranei delle Acque Oscure, un dedalo di correnti che permette di abbreviare di un terzo il viaggio. Prima di giungere al molo d'attracco però un mostro marino, inviato anch'esso dallo stregone che insegue lo Scout, assale l'imbarcazione ma Ian riesce ad averne ragione grazie all'aiuto di Ugbhar. 
Dopo tre giorni di viaggio attraverso le lande desertiche del Vhacondàr, Ian trova la sua ultima guida in un astore che dopo una notte ancora lo conduce infine alla base degli Alchimisti. Una volta entrato nella fortezza, essa viene presa d'assalto da Alben e Khail con una truppa di incursori, giunti fin lì su un nuvolante magicamente occultato. La missione è un successo seppure sia stato ottenuto ingannando Ian e la stessa Gilda dei mercanti a cui facevano capo gli uomini che avevano inseguito lo Scout fin dal Margondàr.
Ian una volta tornato a casa non vuole darci troppo peso benché si chieda come mai l'Impero abbia deciso di coinvolgere gli Orchi in quella faccenda arrivando a condividere con loro il Fango pirico in cambio della loro collaborazione alla messa in scena per ingannare gli alchimisti. Alben gli spiega che una minaccia incombe: tempi bui si avvicinano e in questi frangenti c'è bisogno di armi e di tutte le amicizie possibili.
- Questa storia completa gli eventi raccontati nei primi quattro albi della serie e apre ai futuri eventi della guerra contro le Regine Nere come in altri albi pubblicati nello stesso anno.

### Il classico ritrovato
- L'occhio senza palbebre[2]

### Articoli
- Magical mystery tour
- Visioni d'altri mondi... (Sullo schermo, A fumetti, Su carta, Evergreen, In tv, In gioco)
- Fantasy Files (L'Erondàr per principianti, #iosonoPeterPan, I ragazzi di Licia, Qui ci vuole un drago!, Nozze a sorpresa)[2]

## Il Palio delle Tre Contrade
Annualmente a Solian si svolge la Festa delle Contrade, una sagra in cui le squadre rappresentanti della città, più quella rappresentante dei Nani dell'altopiano, si sfidano in una serie di competizioni sportive festeggiando con cibo e bevande. Ian e Gmor partecipano in rappresentanza della contrada esterna del faro contro quella cittadina, del porto e dei Nani. Le sfide sono il Palio (una gara in squadre di due in cui uno deve spingere una carriola con sopra il compagno alla guida del mezzo), la regata e la Palla bracciale, gioco diffuso in tutto l'Erondàr. 

### Il classico ritrovato
- L'ombra e il baleno[3]

### Articoli
- Magical mystery tour
- Visioni d'altri mondi... (Sullo schermo, A fumetti, Su carta, Al Bar Sport, In tv, In gioco)
- Fantasy files (La rosa, la pulce e altre meraviglie, L'Impero dei giochi, L'Universo in un tiro di dadi, Sulle spalle di un Gigante, Più nero del nero)[3]

## Ritorno a casa
Ian e Gmor sono in viaggio con il loro amico candaryano Roney verso il suo villaggio natale, Demiwiart, a cui non tornava da parecchio tempo. Il giovane ufficiale li presenta alla sua famiglia ma si dilegua molto presto per far visita a Lord Moran signore di quelle terre. Il nobile è il detentore delle terre che un tempo furono della famiglia di Roney e di cui il giovane sospetta il coinvolgimento nei tragici eventi che causarono la cessione. 
Dopo un tentativo fallito di acquisto, Moran infatti vuole le terre per la dote della figlia che sta per sposarsi, Roney sfregia l'uomo e si dà alla fuga. Il figlio del nobile, Davy, lo insegue con i suoi uomini ingaggiando uno scontro con Roney, Ian e Gmor, accorsi in sua difesa. Il giovane ufficiale riesce ad avere ragione del suo avversario uccidendolo sotto gli occhi di tutti e facendola passare per legittima difesa.
Lasciate quelle terre, Gmor si rende conto di come quella vicenda possa essere stata orchestrata dal loro amico per poter avere Ian, un colonnello degli Scout imperiali come importante testimone. Dopo aver deciso che lo avrebbero tenuto d'occhio, i due scout si ritrovano a risolvere una brutta storia che vede coinvolti un gruppo di circensi tenuti sotto ricatto da un loro compagno che li costringe a derubare la gente di passaggio.
Successivamente Roney raggiunge la fidanzata Sophia Devin presso la magione della sua famiglia la quale gli conferma di aver fatto portare nei sotterranei la cassa che gli aveva spedito, ignara del suo contenuto, ovvero l'oscura spada di Nughre.
- In questo albo sono contenute delle pagine in anteprima della serie Dragonero Adventure, spin-off mensile della serie regolare dedicata ad Ian Aranill.
- In questo albo si scopre che Roney è in possesso di oggetto oscuro, la spada di Nhugre che sottrasse tempo prima dal campo di battaglia dove lui, Ian, Gmor e i soldati candaryani al loro seguito avevano affrontato e sconfitto l'oscuro individuo insieme alla sua armata di mercenari, con la collaborazione degli Elfi del Deserto[5].

### Articoli
- Magical mystery tour
- Visioni d'altri mondi... (Sullo schermo, A fumetti, Su carta, For Kids in Distress, In tv, In gioco)
- Fantasy Files (Che forza, ragazzi!, Una bella da salvare, Guerrieri nati, Bonelli Wonder Stories)[4]

## Tre tipi tosti
Durante la notte dello Sposalizio Celeste in cui le due lune si sovrappongono, tre giovani si ritrovano a far baldoria presso una taverna nella zona dei quartieri vecchi della città di Vàhlendàrt: i loro nomi sono Klodiana, una ladruncola, Mazhou, un apprendista tecnocrate cacciato da Tectŭendàrt, e Éireamhón, apprendista mago cacciato dall'accademia dei Lùresindi. 
Costretti a lasciare il posto in seguito al ritrovamento di un cadavere sfracellatosi contro il tetto, i tre si dirigono presso il rifugio di Klo osservando quello che la ragazza è riuscita a sgraffignare dal corpo: uno splendido medaglione. Eire lo riconosce come un denhir, un manufatto magico in grado di portare il suo utilizzatore ovunque voglia. Convinti dalla ragazza, i tre decidono di compiere un viaggio verso una delle destinazioni memorizzate dal medaglione, una zona in cui apparentemente non dovrebbe esserci nulla, venendo trasportati all'interno di un'enorme sala.
Domandandosi dove siano finiti, i tre capiscono di essere in una specie di laboratorio e scoprono un marchingegno portentoso in grado di far levitare gli oggetti a cui viene applicato. Klo decide di rubarlo con l'intento di utilizzarlo per compiere furti ma facendolo mette in allarme le guardie del luogo. Applicato il marchingegno ad un enorme braciere i tre si danno alla fuga venendo inseguiti da soldati a cavallo di draghi. Grazie al denhir riescono a fare ritorno a casa, festeggiando lo scampato pericolo. 
Presso il monastero dei Destiniani, monaci archivisti, sui monti Nomeidei risiede in gran segreto un archivista molto speciale per il ruolo che ricopre all'interno dell'Ordine: il suo nome è Balthazar e si occupa di trascrivere ciò che vede nei monili dei ladri, gioielli ricavati da particolari pietre denominate monolter che hanno il potere di trattenere al loro interno i ricordi, le emozioni e i pensieri dei ladri durante le loro missioni. Una volta trascritti vengono inviati alle gilde dei rispettivi individui in modo da poter provare le loro gesta. 
Un giorno Balthazar decide di farsi affiancare da un giovane archivista di nome Aszo, particolarmente dotato nel leggere le pietre, affidandogli l'incarico di redigere il resoconto di una missione compiuta da un gruppo di ladri presso le terre del Vhacondàr, sulle tracce del leggendario tesoro del ladro elfico Jekhara Neggham, missione da cui nessuno di loro è tornato vivo.
Aszo successivamente viene incaricato di ingaggiare Klo, Maz e Éire, i quali hanno intrapreso l'attività di ladri professionisti, per una missione molto ben remunerata.
- La storia "Tre tipi tosti" è stata pubblicata per la prima volta all'interno della ristampa in volume "Dragonero. Minaccia all'Impero" del 2017.
- Le pietre monolter sono state citate per la prima volta nel romanzo "La maledizione di Thule", primo romanzo in prosa dedicato a Dragonero pubblicato nel 2014.

- Alla ricerca del tesoro di Jekhara partecipano quattro ladri, Hagos, Nyara, Lysar e Katai, con le rispettive pietre monolter, ma solo tre di queste vengono studiate da Aszo mancando all'appello quella di Hagos.

### Articoli
- Magical mystery tour
- Visioni d'altri mondi... (Sullo schermo, A fumetti, Su carta, Over the top, In serie, In gioco)
- Fantasy Files (Il furto è una roba da eroi!, C'era una volta... e c'è ancora!, Corpi da battaglia, Le mappe delle meraviglie)[7]

## Il monaco mago
Presso la locanda del Cinghiale Basito Gmor conosce un monaco itinerante del monastero di Altarupe di nome Tshepo che ha creato dei piccoli disordini alla locanda in quanto si sta preparando per affrontare uno spirito malvagio che infesta le rovine di un monastero delle vicinanze. I due fanno amicizia e l'orco accetta di andare a combattere il demone insieme a lui, il cui piano prevede di fargli assumere una forma fisica per poi affrontarlo con la forza bruta. Giunti a destinazione, Tshepo racconta a Gmor di come il suo talento per la magia fosse stato evidente fin da bambino, ma solo l'incontro con un monaco lo portò sulla strada per farne un uso positivo. Il demone alla fine si manifesta assumendo le sembianze di Keyra, vecchia fiamma di Gmor, ma Tshepo interviene tagliandogli la testa e spingendolo ad assumere la sua vera forma a cui fa assumere corporeità. I due non danno tregua al nemico riuscendo infine ad averne ragione.
A Vàhlendàrt risiede un particolare individuo, Yeronium Fhols, un investigatore dell'occulto che insieme al suo collega Nano risolve casi legati all'occulto. Una notte mentre i due danno la caccia ad uno spirito d'ombra all'interno di una biblioteca l'uomo finisce in un non-luogo immerso nell'oscurità e al cui interno trova un'entità vermiglia che lo inghiotte, venendo salvato all'ultimo istante dal suo amico. Il giorno dopo, Yeronium gli dice di aver intravisto qualcosa all'interno della bocca dell'essere, un bagliore rossastro, al cui interno pensa di aver intravisto un luogo. In seguito ad una misteriosa missiva i due si dirigono presso i quartieri poveri della città ridotti in rovina dove hanno una visione del giorno in cui le Regine Nere hanno dato il via al loro attacco contro Vàhlendàrt. Yeronium intuisce che qualcuno sta cercando di comunicare con loro e la notte successiva decide di visitare nuovamente, stavolta in forma incorporea, le rovine dove ha avuto la visione e trova lo spirito di una bambina che gli mostra il luogo che non era riuscito a identificare la notte precedente: l'antro di una strega, poco fuori dalla città. I due si dirigono presso l'antro e riescono ad avere la meglio sulla strega il cui scopo era corrompere un frammento di reliquia con l'energia dei defunti in guerra che non sono mai stati onorati, cosa a cui Yeronium decide di porre rimedio organizzando un rito funebre per loro
- Sia Tshepo che Yeronium sono due praticanti di magia diversi dai Luresindi che praticano la magia naturale. Il primo infatti è un maestro di quinto grado della Ruvida Scuola dei Cartigli, ritenuta eretica da secoli dai "Custodi della luce" mentre il secondo è più uno studioso che conosce incantesimi e sa come adoperarli, alcuni dei quali potrebbero metterlo nei guai con Luresindi.
- Le due avventure raccontate nel Magazine sono ambientate dopo la fine della Guerra delle Regine Nere.

### Articoli
- Magical mystery tour
- Visioni d'altri mondi... (Sullo schermo, A fumetti, Su carta, In una parola sola, In serie, In gioco)
- Fantasy Files (Un incantesimo sulle labbra e la tenebra nel cuore, Gli strani occhiali del Dr. Seuss, Come per magia!)[9]

## Il consiglio dei reggenti
Successivamente la guerra contro le Regine Nere il popolo dei Nani ha intrapreso la fondazione di un proprio regno indipendente. Presso le antiche "Dimore dei Nani", sulla catena montuosa del Suprelùrendàr settentrionale, il Consiglio dei Reggenti affida a tre Nani, Smerl "Dal verro villoso", Rouhark "Naso di Gheppio" e Harlagh "Barbadorata" il compito di ricomporre l'antica chiave del regno sotterraneo dei Nani, divisa in tre frammenti ai tempi della sconfitta definitiva subita contro l'Impero erondariano. I tre dovranno raggiungere la "Prima Fucina" presso la remota "Isola del ghiaccio e del fuoco" nell'estremo Nord del mondo per ricomporla. Dotati di un nuvolante i tre intraprendono la missione; oltrepassata le mura del Vallo che divide l'Erondàr dalla selvaggia Terra degli Algenti il loro velivolo viene abbattuto da uno stormo di uccelli dotati un becco acuminato e sono costretti a marciare nella neve fino ad un villaggio abitato dal popolo dei Siku'kikkuth dove ottengono una barca e delle guide per continuare il loro viaggio in cambio del consenso di Smerl a giacere con alcune donne del villaggio e dare loro una prole.
Raggiunta la loro meta nonostante le difficoltà della navigazione, i tre Nani raggiungono l'anfratto nel terreno che fa da entrata al luogo dove risiede la "Prima Fucina". Calatisi sempre più in profondità riescono infine a raggiungere l'ingresso, ma un Troll di lava si para loro davanti chiedendo un pedaggio per poter passare. Dopo un momento di fraintendimento Smerl, Rouhark e Harlagh scoprono che il pagamento consiste nel fare da modelli per le sculture del Troll; la creatura infatti sta compiendo una raffigurazione scultorea dedicata ad un terribile avvenimento avvenuto secoli prima, uno scontro tra i loro rispettivi popoli che lui chiama "La grande mattanza della caverna di fuoco". Accettato lo scambio, i Nani accedono alla fucina e saldano i tre pezzi della chiave completando la missione. Costruita una imbarcazione con l'aiuto del Troll, ripartono verso casa, ma a causa di un gabbiano perdono la chiave che finisce nelle fauci di un mostro marino. 
Non sentendosela di fare ritorno, dietro proposta di Rouhark decidono di proseguire la navigazione verso Sud, non prima però di aver recuperato la fidata cavalcatura di Smerl, rimasta ad aspettarlo a casa.

### Articoli
- Magical mystery tour
- Visioni d'altri mondi... (Sullo schermo, A fumetti, Su carta, Cartoni scatenati, In tv, In gioco)
- Fantasy Files (Small Size Heroes, Artù è morto?... Viva Artù!, Pronti per la battaglia?, Le guerre dei Senzanima)[11]